# Peltaea ovata
Peltaea ovata är en malvaväxtart som först beskrevs av Presl, och fick sitt nu gällande namn av Paul Carpenter Standley. Peltaea ovata ingår i släktet Peltaea och familjen malvaväxter. Inga underarter finns listade i Catalogue of Life.